# 西牟田恵
西牟田 恵（にしむた めぐみ、1970年5月16日 - ）は、東京都府中市出身の女優。吉住モータース所属。
身長160cm、血液型はO型。

## 略歴・人物
趣味は映画鑑賞、読書。
高校卒業後、パルコ主催によるドラマスクールで木野花より指導を受ける。
その後、フリーの役者として活躍。舞台女優としての活動が中心だが、テレビドラマ、ナレーション、CMなど活躍の場は広く、一作のみではあるがアニメ作品の声優もこなしている。

## 出演

### テレビドラマ
- 悪いこと 第12話「道徳」（1992年、フジテレビ）
- 連続テレビ小説 ひらり（1992年、NHK） - 高橋一恵 役
- NIGHT HEAD 第18話「GIFTED（与えられし者）」（1993年、フジテレビ） - 森川綾 役
- にごりえ（1993年、テレビ東京）
- いとこ同志（1994年、TBS） [1]
- 私の運命（1994年、TBS） - 北村早苗 役
- 土曜ワイド劇場
  - 混浴露天風呂連続殺人 那須高原に消えた美人ダンサーの秘密（1995年、テレビ朝日）
  - 「おばはん刑事!流石姫子5」（2000年） - 和田カオリ 役
  - 特別企画 第1回ホラーサスペンス大賞特別賞受賞作品 鬼子母神（2001年、テレビ朝日） - 竹村弓子 役
  - 「科学捜査研究所・文書鑑定の女1」（2002年） - 桂木緑 役
- 風の刑事・東京発! 第4話（1995年、テレビ朝日） - 山村里美 役
- ビーファイターカブト 第14話（1996年、テレビ朝日） - 五月遥　役
- おいしい関係（1996年、フジテレビ）
- 世にも奇妙な物語 「管理人」（1997年） - 森尾環
- ギフト 第1話（1997年、フジテレビ） - 占い客 役
- 湾岸署婦警物語 初夏の交通安全スペシャル（1998年） - 香山亮子 役
- 月曜ドラマスペシャル 愛されなかった女 古都鎌倉の危険な情事（1998年、TBS）
- タブロイド 第10話（1998年、フジテレビ）
- アフリカの夜（1999年、フジテレビ） - 婦警 役
- 愛の劇場 空への手紙 第31話（1999年、TBS） - 民世 役
- 月曜ドラマスペシャル 家庭欄記者・鍋嶋六郎（1999年、TBS） - 松前由美 役
- 金曜エンタテイメント
  - 噂の女人情詐欺師 早苗とたまき・涙の事件簿2（1998年、フジテレビ） - 山下由美子 役
  - 浅見光彦シリーズ 23 日光殺人事件（2006年、フジテレビ） - 智秋房子 役
- リミット もしも、わが子が…（2000年、フジテレビ）
- 土曜ワイド劇場 おばはん刑事!流石姫子 小樽ガラスの街連続殺人（2000年、テレビ朝日） - 和田カオリ役
- HERO 第8話（2001年、フジテレビ） - 片山恭子 役
- いつもふたりで（2003年、フジテレビ） - 佐原敦子 役
- FIRE BOYS 〜め組の大吾〜 第6話（2004年、フジテレビ） - 平美紗子
- 月曜ミステリー劇場 自治会長・糸井緋芽子社宅の事件簿（2004年、TBS） - 池部芳子役
- ドリーム〜90日で一億円（2004年、NHK）
- 仮面ライダーカブト（2006年 - 2007年、テレビ朝日） - 竹村弓子 役
- 月曜ゴールデン ご近所探偵・五月野さつき（2007年、TBS） - 志垣ツタエ 役
- 栞と紙魚子の怪奇事件簿 第4話（2008年1月26日、NTV）
- 水曜ミステリー9・多摩南署たたき上げ刑事・近松丙吉 8 「最期のメッセージ」（2005年11月5日、テレビ東京）
- 新・警視庁捜査一課9係 第8話（2009年8月26日、テレビ朝日）
- ギネ 産婦人科の女たち 第2話（2009年10月14日、日本テレビ）
- なぞの転校生（2014年、テレビ東京） - 源先生 役
- 癒し屋キリコの約束（2015年） - 五島百合子

### テレビアニメ
- ケロケロちゃいむ（1997年） - 晶子 役

### CM
- スポーツ振興会 サッカーくじ（2003年）
- 三共 新三共胃腸薬 お好み焼き編（2004年）

### 映画
- おっけっ毛ビビロボス（1996年）
- ひみつの花園（1997年、東宝） - チェリー 役
- 劇場版 仮面ライダーカブト GOD SPEED LOVE（2006年、東映） - 竹村弓子 役
- 誰も守ってくれない（2009年、東宝）
- ウルトラマンギンガ 劇場スペシャル ウルトラ怪獣☆ヒーロー大乱戦!（2014年、松竹） - 秘書 役
- ロマンス（2015年） - 北條頼子 役
- ナラタージュ（2017年、東宝 / アスミック・エース）

### Vシネマ
- いとこ同志（2005年、日本クラウン）

### ラジオドラマ
- ムーン・ホテルでの二、三の事柄（1998年、NHK-FM）
- 愛のふりかけ（2000年、NHK-FM）
- カナン（2001年、NHK-FM）

### ラジオ
- ビンセントコール（1990年代前半～1992年3月、TFM）

### 舞台
- HAPPY MAN -さよなら竜馬-（1992年）
- ピカレスク・ホテル
  - ピカレスク・ホテル#2（1992年）第1話「変声期」
  - ピカレスク・ホテル#3（1992年）第1話「鎖に繋がれた月」
  - ピカレスク・ホテル#4（1993年）第1話「バッドエッグ」
- あわれ彼女は娼婦（1993年） - アナベラ役
- Sweet On（1993年）
- Dummy（1993年）
- キル（1994年）
- スナフキンの手紙（1994年）
- パレード旅団（1995年）
- リレイヤーIII（1996年）
- かごの鳥（1997年）
- こどもの一生（1998年） - 淳子 役
- 星屑の町3〜ナニワ純情篇（1998年）
- バカの王様（1998年）
- プレリュード・トゥ・ア・キス（1998年） - リタ 役
- ガリレオの生涯（1999年）
- テイク・ザ・マネー・アンド・ラン（1999年）
- 夏の夜の夢（1999年） - ヘレナ 役
- 麗しき三兄妹（1999年、2002年）
- 王将（2000年）
- それいけ小劇場!!（2000年）
- 犬夜叉（2000年〜2001年） - 奈落 役
- OVER THE CENTURY 〜百年の彼方に〜（2000年〜2001年） - セツ 役
- アテルイ（2002年） - 烏帽子 役
- 天保十二年のシェイクスピア（2001年〜2002年） - お里 役
- 幽霊はここにいる（2002年） - 大庭ミサコ 役
- オルジァ（2003年）
- センゴクプー（2003年） - しぐれ 役
- 三つの事情（2003年） - 清水麻利子 役
- ピーターパン（2003年）
- 法王庁の避妊法（2003年〜2004年）
- エロチックコメディ 種の起源（2005年）
- 獅童流 森の石松（2006年）
- 容疑者Xの献身（2009年・2012年） - 花岡靖子 役

他多数

## 書籍
- えんぶ コラム×アーカイブ（2003年、星雲社）